# Une dangereuse élève
Pour plus de détails, voir Fiche technique et Distribution.
Une dangereuse élève (Honor Student) est un téléfilm canadien réalisé par Penelope Buitenhuis et diffusé en 2014.

## Synopsis
Nick Howarth, professeur et écrivain, donne des cours d'écriture aux détenues de la prison de Pac West. Il y fait la connaissance de Teresa et l'encourage dans l'écriture de son premier roman sur une étudiante qui tue son professeur. 5 ans plus tard, Nick est devenu un romancier à succès grâce à l'histoire de la jeune femme. Lors d'une séance de dédicaces, Teresa, se sentant trahie, lui fait comprendre qu'il est hors de question qu'il s'attribue seul le bénéfice de son succès.

## Fiche technique
- Titre français : Une dangereuse élève
- Titre original : Honor Student
- Réalisation : Penelope Buitenhuis
- Scénario : Linda J. Cowgill et David DeCrane
- Photographie : Anthony C. Metchie
- Musique : Christopher Nickel
- Pays d'origine :  Canada
- Langue originale : anglais
- Durée : 90 minutes
- Date de diffusion :
  -  France : 4 septembre 2014[2] sur M6

## Distribution
- Josie Loren (VF : Maia Baran) : Teresa Smith
- Niall Matter (VF : Cédric Dumond) : Nicholas Howarth
- Shauna Johannesen : Lana
- Sarah Strange : Erica
- Enid-Raye Adams : Marcia
- Michael Hogan (VF : Martin Spinhayer) : Shériff Stanton
- Angela Moore : Caroline
- Lisa Durupt : Shannon
- Jessica Storm Smith : Abby